# Upplands runinskrifter 578
Upplands runinskrifter 578 är en försvunnen vikingatida runsten som funnits i Eneby, Estuna socken och Norrtälje kommun. Ristningen var skadad och svårläst och är nu försvunnen sedan länge. Runföljden "ribut" ger inget begripligt namn.

## Inskriften
Translitterering av runraden:
[ri-... ...kinr · rs-- · sn iftiʀ · ribut bru-er · sain · kuþ · ialbi · hnntn · hans · uk · kiþfriþ · at · sun · s...]
Normalisering till runsvenska:
... ... ræis[tu](?) stæin(?) æftiʀ ribut bro[ð]ur sinn, Guð hialpi anda hans, ok Guðfriðr at sun s[inn].
Översättning till nusvenska:
... reste stenen efter ... sin broder ribut, Gud hjälpe hans ande, och Gudfrid efter sin son.